# Јужносуданска федерална демократска партија
Јужносуданска федерална демократска партија (енгл. South Sudan Federal Democratic Party), скраћено SSFDP, јужносуданска је милитантна група која се бори против владе на територији Торита у држави Источна Екваторија.
SSFDP је почео да делује почетком децембра 2015. године, када су дезертери Народног покрета за ослобођење Судана (SPLA) преузели контролу над руралном полицијском станицом у Идолуу недалеко од Торита. Убрзо после овога, преузели су град Лонгиро. Битка у Огурунију је изазвала велико разарање овог града.
На челу SSFDP налази се Ентони Онгваја, који тврди да је пребегао из SPLA с чином генерал-мајора и циљем да успостави федералну демократију у Јужном Судану. Остали чланови ратне фракције су наводно припадници етничке групе Лотука.